# 奧弗涅管弦樂團
奧弗涅國立管弦樂團（法語：Orchestre national d’Auvergne）是一个創立於1981年的法國室內樂團。

## 歷史
1981年由法國文化部發起成立，由从国际上招募的21位團員組成。
自1984年起，歸功於樂團指揮让-雅克·康投侯福教授，奧弗涅管弦樂團持續朝專業發展，並且贏得了各界的掌聲。樂團歷來與著名指揮如艾曼紐·柯瑞文、艾弗·博爾頓、法碧歐·畢翁迪，以及演奏家如让-皮埃尔·郎帕尔、莫里斯·安德烈、马里耶勒·诺德曼、伊夫里·吉特利斯、尤里·巴什米特、洛朗·科尔恰、姆斯季斯拉夫·罗斯特罗波维奇、芭芭拉·漢翠克斯、拉斐尔·奥列格、埃马纽埃尔·罗斯费尔德、格扎维埃·德迈斯特、布丽吉特·昂热雷等人有著密切且成功的合作。
1994年至2011年，由艾瑞·凡·貝克接任康投侯福担任首席指揮。后一任指挥为罗伯托·福雷·贝塞斯。自2021/22乐季起，托马斯·策厄特迈尔担任奥弗涅管弦乐团的首席指挥。

## 作品

### 錄音
包括了艾瑞·凡·貝克指揮的哈特曼以及韓恩茲的曲目，由斯飛特麟·卢塞夫，飛利普·貝爾洛爾德及薩維爾及·德·梅斯特爾演出。然後在艾爾明·萩爾丹指揮的修愛克和伯特恩作品。在2006年底，艾瑞·凡·貝克指揮與長笛手茱麗葉·于爾勒、專門錄製了卡爾·飛利普·艾曼紐耶樂·巴哈的作品，並且收錄了枸丹·尼克力奇中提琴演奏的漢克·巴德丁斯作品。在2007-2008季裡，另外錄製卡爾·菲利浦·艾曼紐耶樂·巴哈和漢克·巴德丁斯的其他作品。
至今有多於25項目有聲出版品發行流通市面。

## 評價
- 法碧歐·畢翁迪描述

這樣的演出，是超常的演出 !
……我發現一個太棒的樂團，超高的層次 !我想要一個非常義大利的聲音和演奏方式，團員立即回覆我的要求，這真是太棒了! 音樂家是特別得有精神，反應特別快。後來，我讓他們多演奏一次塔提尼協奏曲那慢板的地方，因為我直覺認為他們有能力，有本事，有榮耀來多演出一次。
……聽眾與樂團之間是非常融和的。這是一件好事，這樣可以激勵樂團。我更深深感受到那氣氛是特別適合超常演出，這是那些大型交響樂團所無法相比的。
- 墨瑞斯·翁德瑞

世上最偉大的小喇叭演奏家-墨瑞斯·翁德瑞很快的愛上奧弗涅管弦樂團，並推薦奧弗涅管弦樂團為歐洲最棒的弦樂團。
- 山報，2005年3月5日

慈善演出：奧弗涅管弦樂團為貧困孩童前來法國就醫公益演出，這演出所得將可以幫助五位從亞洲來法國克萊蒙就醫的孩子。
- 山報，2002年

奧弗涅管弦樂團的高古典音樂水平演出… 樂團絲綢般華麗的音色：……樂團華麗的音色讓指揮輕易的帶出，那幾乎是前羅曼蒂克時期的悲劇特色。……

## 外部連結
- 官方网站（法文）